# لارا یان
لاریسا پطروسیان (ارمنی: Լարիսա Պետրոսյան؛ گرجی: ლარისა პეტროსიანი؛ که با نام لارا یان (گرجی: ლარა იანი) شناخته می‌شود؛ زادهٔ ۵ آوریل ۱۹۹۳) مدل و دارنده دارای عنوان نمایش زیبایی ارمنی‌تبار اهل گرجستان است به مقام نخست دوشیزه گرجستان ۲۰۱۷ دست یافت و نماینده گرجستان در دوشیزه جهان ۲۰۱۸ بود.

## زندگی‌نامه
وی در ۵ آوریل ۱۹۹۳ در تلاوی، کاختی به دنیا آمد .